# William of Bondington
William of Bondington (auch de Bondington; † 10. November 1258 in Ancrum) war ein schottischer Geistlicher und Minister. Von 1231 bis mindestens 1247 diente er als königlicher Kanzler, dazu war er ab 1233 Bischof von Glasgow.

## Herkunft und Wahl zum Bischof

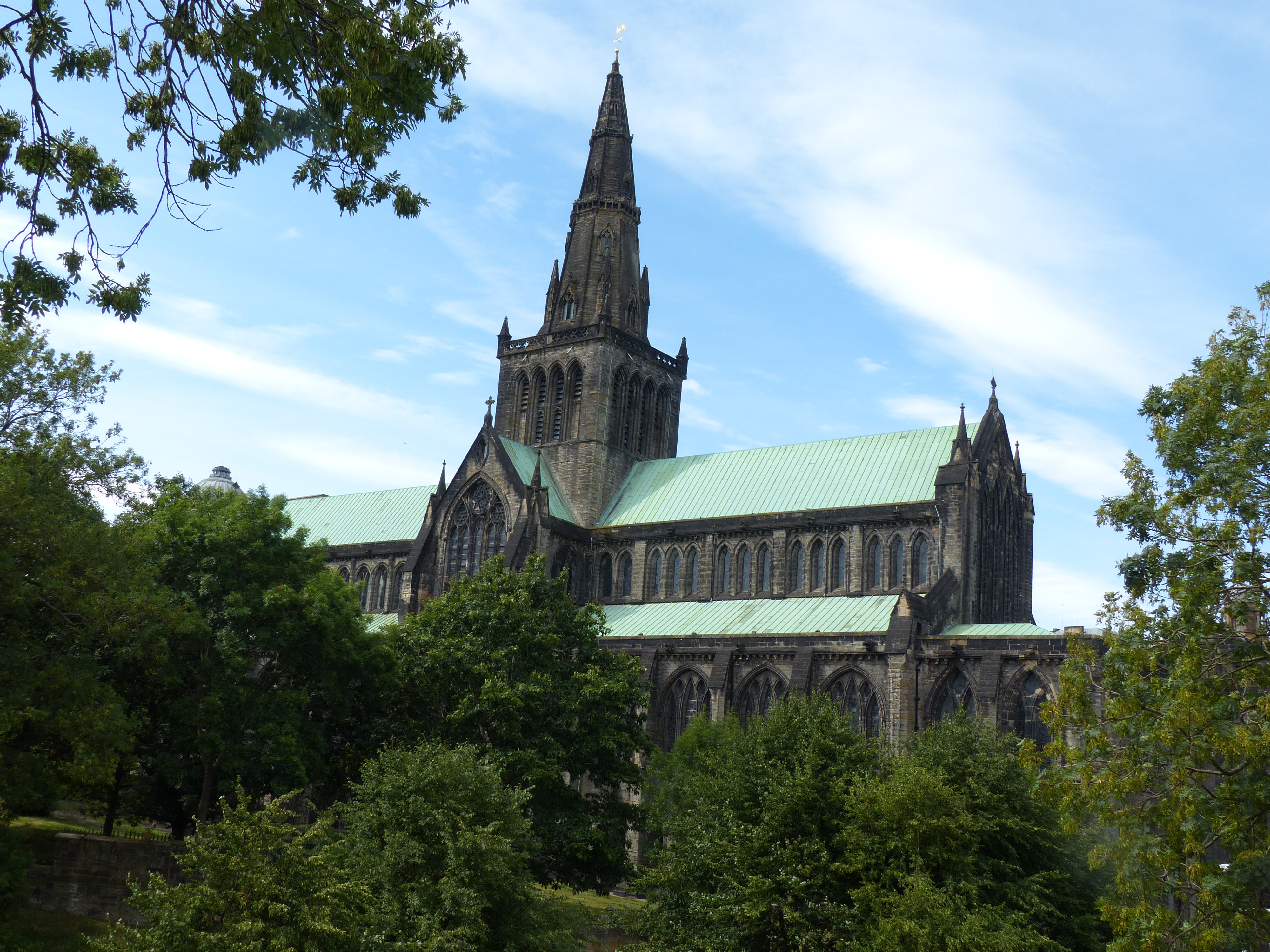
Während der Amtszeit von Bondington begann der Neubau des östlichen Teils der Kathedrale von Glasgow

William of Bondington stammte vermutlich aus Schottland. Seine Familie benannte sich nach einem der Bonnington genannten Dörfer in Schottland, wobei nicht belegt ist, aus welchem dieser Orte er stammte. Vermutlich stammte er aus Bonnington in Peeblesshire, denn seine erste Stellung als Geistlicher war die des Rektors im nahe gelegenen Eddleston. Offenbar hat er nicht studiert, doch ab 1226 diente er als Schreiber für die königliche Kanzlei, ehe er 1231 zum königlichen Kanzler ernannt wurde. Zur Versorgung erhielt er mehrere Benefiziate, unter anderem wurde er zum Archidiakon von Lothian ernannt. Nur wenig später wurde er zwischen April und Juni 1233 zum Bischof des Bistums Glasgow gewählt. Das Kathedralkapitel erhoffte sich offenbar Vorteile, wenn ein Vertrauter des Königs als Bischof diente. Am 11. September 1233 wurde er in der Kathedrale von Glasgow zum Bischof geweiht.

## Tätigkeit als Bischof

### Geistliche Tätigkeit

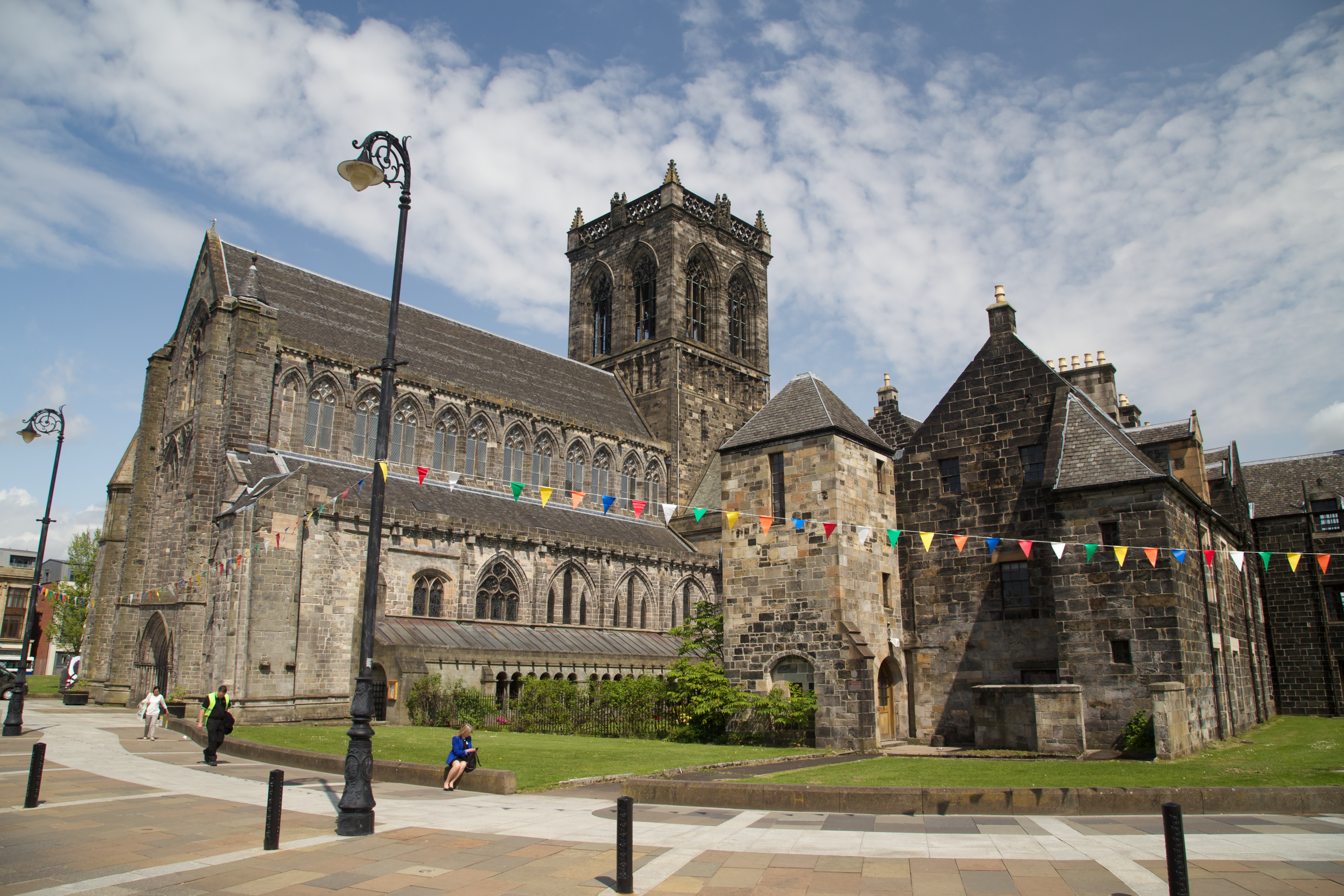
Die Kirche des von Bondington geförderten Klosters Paisley

Obwohl für Bondingtons Amtszeit keine Diözesansynoden bekannt sind, war er nach den vorhandenen Quellen ein sehr weltlicher Bischof, der seine Aufgaben dennoch pflichtbewusst und aktiv wahrnahm. Auch den Päpsten gegenüber war er gehorsam. Von Dezember 1240 bis Frühsommer 1241 war Bondington auf der Reise durch Frankreich, um an dem von Papst Gregor IX. geplanten Konzil teilzunehmen, das dann aufgrund der Angriffe von Kaiser Friedrich II. auf die Teilnehmer nicht stattfand. Vermutlich nahm er von Ende Juni bis Mitte Juli 1245 am Konzil von Lyon teil, auch wenn Reginald de Irvine, der Archidiakon von Glasgow, als Vertreter des Kathedralkapitels ebenfalls an dem Konzil teilnahm. Bondingtons Vorgänger als Bischof, Walter, hatte mit dem Bau eines neuen Langhauses der Kathedrale von Glasgow begonnen. Bondington ließ den Bau stoppen, stattdessen ließ er nach einem neuen Plan den Chorraum und den östlichen Teil der Kathedrale neu und größer errichten. Die neue Kathedrale sollte der Liturgie nach dem Ritus von Sarum, der von Bondington in Glasgow eingeführt worden war, einen würdigeren Rahmen schaffen. 1242 beschloss eine Diözesansynode des Bistums Aberdeen, dass für den Bau der neuen Kathedrale von Aberdeen alle Pfarreien eine Abgabe zahlen sollten. Dieser Beschluss wurde nach Vorbild des Bistums Glasgow gefasst, so dass Bondington wahrscheinlich von den Pfarreien des Bistums Glasgow zuvor ebenfalls eine Abgabe erhoben hat. Dazu hat Bondington das Kathedralkapitel von Glasgow großzügig mit Schenkungen gefördert. Er schuf eine Pfründe für das Amt des Archidiakons von Glasgow und gestand dem Kapitel die freie Wahl seines Dekans zu. Noch vier Tage vor seinem Tod bestätigte er die Privilegien und Rechte des Kapitels und erneuerte die Regeln, die Bischof Herbert um die Mitte des 12. Jahrhunderts nach dem Vorbild der Regeln der Kathedrale von Salisbury eingeführt hatte. Zwischen dem 1. Januar und dem 24. März 1238 teilte Bondington das Gebiet des Bistums in zwei Archidiakonate auf und setzte  Peter de Alinton als Archidiakon für Teviotdale ein. Diese Unterteilung fand bei den Pfarrern und Rektoren sicher nicht nur Zustimmung. Während Bondingtons Amtszeit gründete der Dominikanerorden vor 1246 in Glasgow eine erste Niederlassung im Gebiet des Bistums Glasgow.

### Verhältnis zu Paisley Abbey
Bondington war dem schottischen Benediktinerkloster Paisley eng verbunden, dass bereits von seinem Vorgänger Walter begünstigt worden war. Als Bondington 1240 auf der Reise zu dem geplanten Konzil in Frankreich war, erteilte der Abt von Cluny Paisley das Recht, einen eigenen Abt zu wählen. Bondington überbrachte die Nachricht nach Schottland. Paisley Abbey wurde in dieser Zeit im Gegensatz zu anderen schottischen Benediktinerklöstern nicht in ein Zisterzienserkloster umgewandelt, stattdessen wurden dem Kloster 1238 die Stiftungen zugesprochen, die für die erfolglose Gründung des Gilbertinerklosters Dalmilling in Ayrshire gemacht worden waren. Dafür beschloss Bondington 1244, dass Paisley ein Tochterkloster bei Crossraguel errichten sollte, nachdem es zwischen den Mönchen und Donnchadh, Earl of Carrick über die Verwendung einer Schenkung zu einem Streit gekommen war. Noch 1258 beklagte sich Papst Alexander IV., dass Bondington die Rechte an zwei Pfarreien Paisley überlassen und dass das Kloster in den Pfarreien keine Vikare eingesetzt hatte.

### Tätigkeit als Kanzler
Trotz seines geistlichen Amts als Bischof übte Bondington zunächst weiterhin das Amt des königlichen Kanzlers aus. Obwohl er nun sowohl dem König wie auch dem Papst Loyalität schuldete, kam er offenbar in keine Interessenskonflikte. Dies zeigt auch, dass die Hofkapelle inzwischen über professionelle und erfahrene Schreiber verfügte, die die Alltagsgeschäfte der königlichen Kanzlei ausübten, während der Kanzler nur noch die Oberaufsicht führte. Politisch war Bondington offenbar mit der mächtigen Familie Comyn verbündet. 1244 bezeugte er den Vertrag von Newcastle. Bis wann Bondington als Kanzler diente, ist unklar. Er behielt das Amt mindestens bis zum 8. Februar 1247, möglicherweise auch bis zum Tod von König Alexander II. 1249. Vielleicht nutzte der König aber nach 1247 den gesunkenen Einfluss der Comyns und anderer Magnaten, um mit Robert de Keldeleth einen Kanzler seiner Wahl zu ernennen.

### Weitere politische Tätigkeit
Nachdem Bondington das Amt des Kanzlers abgegeben hatte, sank sein politischer Einfluss, bis Walter Comyn, Earl of Menteith Ende 1251 die Führung der Regentschaft für den minderjährigen König Alexander III. übernahm. Fortan gehörte Bondington dem Kronrat an. Sowohl als Kanzler wie auch als Bischof hatte er Freude mit Ämtern versorgt. Anfang 1255 gelang es ihm noch, dass sein Schützling Gamelin zum Bischof von St Andrews gewählt wurde. Als die Comyn-geführte Regierung im September 1255 von Alan Durward gestürzt wurde, verlor der bereits gebrechliche Bondington seinen Sitz im Kronrat und damit endgültig seinen politischen Einfluss. Obwohl die neue Regierung es zu verhindern suchte, weihte der bereits in Ungnade gefallene Bondington am 26. Dezember 1255 Gamelin zum Bischof. Er starb im November 1258 auf dem bischöflichen Gut von Ancrum. Nach seinem Tod wurde er am 13. November in Melrose Abbey beigesetzt, obwohl er keine engere Verbindung zu dem Kloster gehabt hatte.